# 'A pizza (brano musicale)
'A pizza è una canzone scritta da Alberto Testa e Nisa, sulle note di Giordano Bruno Martelli. La canzone fu presentata nel 1966 al 14º Festival di Napoli da Giorgio Gaber e Aurelio Fierro ed ottenne il secondo posto.

## Storia
Il bergamasco Alberto Testa aveva scritto il testo in napoletano, ma quando fu il momento, non esitò a chiamare il suo grande amico Nisa per avere consigli. Quest'ultimo si rese subito disponibile e il suo contributo portò alla stesura delle strofe più originali. Tuttavia ad Alberto Testa va il merito di aver scritto il ritornello “Tu vulive ‘a pizza, ‘a pizza, ‘a pizza. C’’a pummarola ‘ncoppa, c’’a pummarola ‘ncoppa”. Versi che hanno segnato la storia della canzone.